# Hexatoma klapperichiana
Hexatoma klapperichiana là một loài ruồi trong họ Limoniidae. Chúng phân bố ở miền Cổ bắc.